# Ronin Blade
Ronin Blade (Soul of the Samurai en América del Norte, y Shinji Daigeki Action: Rasetsu no Ken en Japón) es un videojuego de acción y videojuego de terror desarrollado por Konami para la consola PlayStation. Fue lanzado en Japón el 28 de abril de 1999. En EE. UU. y Europa fue puesto a la venta el 31 de agosto de 1999.
En este título, el jugador toma el papel de dos protagonistas, un samurái rōnin llamado Hiba Kotaro y una kunoichi (ninja femenina) llamada Lin De Sekirei. El Juego posee una mecánica muy similar a la de Resident Evil 2, los dos personajes se encuentran al principio del juego, y por motivos de fuerza mayor, se han de separar y proseguir su investigación por separado. Ahí es cuando el jugador tiene que escoger entre uno u otro. Cada personaje posee su propia historia dentro de la trama base del juego, pero ambas están relacionadas y los dos personajes se encontrarán en varios puntos de la aventura.

## Sinopsis
La trama del juego se sitúa en el año 1781. La historia gira en torno a unas extrañas desapariciones y matanzas que se están produciendo en una aldea japonesa, donde reina el hambre y la pobreza. Por si esto fuera poco, Samuráis que murieron en batalla hace años han vuelto a la vida transformados en una especie de zombis. Kotaro regresa a su pueblo después de varios meses de ausencia para visitar la tumba de un viejo amigo en el cementerio, pero cuando llega se encuentra con el pueblo desierto, y los pocos que hay parecen haberse vuelto locos. De repente se encuentra con una joven chica (de la que más tarde sabremos su nombre, Lin) que está siendo atacada por varios de estos Samuráis no-muertos. Kotaro le ayuda como puede, pero no dejan de venir más y más. Al final, ambos se separan para investigar lo que está pasando, pero manteniendo el contacto uno del otro por si surgen problemas.

## Sistema de juego
Este juego usa escenarios pre-renderizados, sobre los que corren los personajes creados en 3D. El tipo de control usado en este juego es el habitual empleado en los juegos del género "survival horror", si bien el juego posee un trayecto un tanto lineal posee una dificultad considerablemente alta. A medida que el juego avanza, los personajes principales pueden ir aprendiendo nuevas habilidades y técnicas.
Durante la aventura, el jugador debe resolver puzles, luchar infinidad de combates y recorrer bellos paisajes. Además, es necesario completar el juego dos veces para ver el final completo (una vez con Kotaro y otra con Lin). Al terminar el juego con los dos, se accede al combate final y a la verdadera conclusión del juego.
Como detalle curioso, el samurái legendario Miyamoto Musashi tiene una aparición un tanto desapercibida. Cumpliendo cierta condición, Musashi aparecerá para retar a Kotaro a un duelo, y si éste le gana, le obsequiará sus dos mejores espadas, Kogarasumaru y Onimaru.
- Datos: Q7564411